# العلاقات البوليفية التشيلية
العلاقات البوليفية التشيلية هي العلاقات الثنائية التي تجمع بين بوليفيا وتشيلي.

## مقارنة بين البلدين
هذه مقارنة عامة ومرجعية للدولتين:
| وجه المقارنة                                              | بوليفيا                                          | تشيلي                         |
| --------------------------------------------------------- | ------------------------------------------------ | ----------------------------- |
| المساحة (كم2)                                             | 1.10 مليون                                       | 756.10 ألف                    |
| عدد السكان (نسمة)                                         | 11.05 مليون                                      | 17.37 مليون                   |
| الكثافة السكانية (ن./كم²)                                 | 10.05                                            | 22.97                         |
| العاصمة                                                   | سوكري، لاباز                                     | سانتياغو                      |
| اللغة الرسمية                                             | اللغة الإسبانية، اللغة الأيمرية، كتشوا، غوارانية | اللغة الإسبانية               |
| العملة                                                    | بوليفاريو بوليفي                                 | بيزو تشيلي، وحدة حساب تشيلية ‏ |
| الناتج المحلي الإجمالي (بليون دولار)                      | 37.51 مليار                                      | 277.08 مليار                  |
| الناتج المحلي الإجمالي (تعادل القوة الشرائية) بليون دولار | 74.58 مليار                                      | 419.39 مليار                  |
| الناتج المحلي الإجمالي الاسمي للفرد دولار أمريكي          | 3.08 ألف                                         | 13.42 ألف                     |
| الناتج المحلي الإجمالي للفرد دولار أمريكي                 | 6.63 ألف                                         | 22.07 ألف                     |
| مؤشر التنمية البشرية                                      | 0.662                                            | 0.832                         |
| رمز المكالمات الدولي                                      | +591                                             | +56                           |
| رمز الإنترنت                                              | .bo                                              | .cl                           |
| المنطقة الزمنية                                           | 00                                               | 00، 00، 00، 00                |

## مدن متوأمة
في ما يلي قائمة باتفاقيات التوأمة بين مدن بوليفية وتشيلية:
- ترتبط لاباز مع أريكا باتفاقية توأمة منذ 3 يناير 1984.
- ترتبط بوتوسي مع كالاما باتفاقية توأمة منذ 22 يونيو 1998.

## منظمات دولية مشتركة
يشترك البلدان في عضوية مجموعة من المنظمات الدولية، منها:
| علم المنظمة | اسم المنظمة                                                          | تاريخ انضمام بوليفيا | تاريخ انضمام تشيلي |
| ----------- | -------------------------------------------------------------------- | -------------------- | ------------------ |
|             | الاتحاد البريدي العالمي                                              | ?                    | ?                  |
|             | مؤسسة التنمية الدولية                                                | 21 يونيو 1961        | 30 ديسمبر 1960     |
|             | اتحاد دول أمريكا الجنوبية                                            | ?                    | ?                  |
|             | منظمة التجارة العالمية                                               | 12 سبتمبر 1995       | ?                  |
|             | مجموعة دول الأنديز                                                   | ?                    | ?                  |
|             | الأمم المتحدة                                                        | 14 نوفمبر 1945       | 24 أكتوبر 1945     |
|             | منظمة حظر الأسلحة الكيميائية                                         | ?                    | ?                  |
|             | وكالة ضمان الاستثمار متعدد الأطراف                                   | 3 أكتوبر 1991        | 12 أبريل 1988      |
|             | منظمة الشرطة الجنائية الدولية                                        | ?                    | ?                  |
|             | مؤسسة التمويل الدولية                                                | 20 يوليو 1956        | 15 أبريل 1957      |
|             | الاتحاد الدولي للاتصالات                                             | 1 يونيو 1907         | 1908               |
|             | البنك الدولي للإنشاء والتعمير                                        | 27 ديسمبر 1945       | 31 ديسمبر 1945     |
|             | وكالة حظر الأسلحة النووية في أمريكا اللاتينية ومنطقة البحر الكاريبي ‏ | ?                    | ?                  |
|             | يونسكو                                                               | 13 نوفمبر 1946       | 7 يوليو 1953       |

## وصلات خارجية
- موقع وزارة الخارجية البوليفية
- موقع وزارة الخارجية التشيلية